# Praethera
Praethera là một chi bướm đêm thuộc họ Geometridae.